# Championnat d'Europe de football des moins de 18 ans 1996
Navigation
Euro 1995 Euro 1997
La phase finale du Championnat d'Europe de football des moins de 19 ans 1996 s'est déroulée en France et au Luxembourg du 23 au 30 juillet 1996. Les villes accueillant les matchs étaient Amnéville, Besançon, Dijon, Épinal, Florange, Mulhouse, Rombas pour la France, et Luxembourg (ville) pour le Luxembourg.
Outre le championnat d'Europe junior, 1996 était une année chargée de rendez-vous majeurs pour les équipes de France : Euro 1996 et JO 1996. 
Pour cette édition, seuls les joueurs nés après le 1er août 1977 peuvent participer. 
Le principal artisan du succès français a été David Trezeguet auteur de quatre des cinq buts français en phase finale : deux buts de la tête à Dijon contre la Hongrie (2-1), un autre sur pénalty à Épinal contre les Portugais (1-0), et un dernier à Besançon devant la Belgique (1-1), d'une reprise du gauche.
La finale s'est jouée sur la pelouse porte-bonheur de Besançon (l'équipe de France espoir y était devenu championne d'Europe en 1988) et a vu une victoire tricolore à l'arraché aux dépens de l'Espagne (1-0), grâce à un but marqué du genou par Thierry Henry.
À l'issue du championnat, les six premières équipes (les demi-finalistes et les deux troisièmes de groupe) étaient qualifiées pour la Coupe du monde de football des moins de 20 ans 1997 en Malaisie.

## Phase finale

### Groupe A
| Date            | Ville    | Équipe 1 | Équipe 2 | Résultat |
| 23 juillet 1996 | Dijon    | France   | Hongrie  | 2 - 1    |
| 23 juillet 1996 | Besançon | Portugal | Belgique | 2 - 2    |
| 25 juillet 1996 | Épinal   | France   | Portugal | 1 - 0    |
| 25 juillet 1996 | Mulhouse | Belgique | Hongrie  | 2 - 1    |
| 27 juillet 1996 | Besançon | France   | Belgique | 1 - 1    |
| 27 juillet 1996 | Dijon    | Hongrie  | Portugal | 3 - 0    |

| Place | Nation   | Pts | J | G | N | P | Buts + | Buts - | Diff. |
| 1er   | France   | 7   | 3 | 2 | 1 | 0 | 4      | 2      | +2    |
| 2e    | Belgique | 5   | 3 | 1 | 2 | 0 | 5      | 4      | +1    |
| 3e    | Hongrie  | 3   | 3 | 1 | 0 | 2 | 5      | 4      | +1    |
| 4e    | Portugal | 1   | 3 | 0 | 1 | 2 | 2      | 6      | -4    |

### Groupe B
| Date            | Ville              | Équipe 1   | Équipe 2   | Résultat |
| 23 juillet 1996 | Amnéville          | Espagne    | Angleterre | 0 - 0    |
| 23 juillet 1996 | Luxembourg (ville) | Italie     | Irlande    | 1 - 1    |
| 25 juillet 1996 | Rombas             | Italie     | Angleterre | 1 - 1    |
| 25 juillet 1996 | Florange           | Espagne    | Irlande    | 0 - 0    |
| 27 juillet 1996 | Luxembourg (ville) | Espagne    | Italie     | 3 - 0    |
| 27 juillet 1996 | Amnéville          | Angleterre | Irlande    | 1 - 0    |

| Place | Nation     | Pts | J | G | N | P | Buts + | Buts - | Diff. |
| 1er   | Espagne    | 5   | 3 | 1 | 2 | 0 | 3      | 0      | +3    |
| 2e    | Angleterre | 5   | 3 | 1 | 2 | 0 | 2      | 1      | +1    |
| 3e    | Irlande    | 2   | 3 | 0 | 2 | 1 | 1      | 2      | -1    |
| 4e    | Italie     | 2   | 3 | 0 | 2 | 1 | 2      | 5      | -3    |

### Match pour la troisième place & finale
| Match               | Équipe 1   | Résultat    | Équipe 2 | Date            | Ville    |
| Match pour 3e place | Angleterre | 3 - 2 a. p. | Belgique | 30 juillet 1996 | Besançon |
| Finale              | France     | 1 - 0       | Espagne  | 30 juillet 1996 | Besançon |

### Lauréats
| Championne d'Europe de football des moins de 19 ans de l'édition 1996 La France 3e titre |

Équipe de France des moins de 18 ans
- Entraîneur : Gérard Houllier
- Entraîneurs-adjoint : Christian Damiano, Jacques Crevoisier, Richard Tardy.
- Docteur : Jean-Marc Laborderie, M. Arnal (kiné).
- Joueurs : 
  - Gardiens : Sébastien Chabbert, Thibault Maqua, Ludovic Roy.
  - Défenseurs : Jean-Charles Denoyers, Didier Domi, William Gallas, Jean-Sébastien Jaurès, Mickaël Rodrigues, Mikaël Silvestre.
  - Milieux : Ernst Atis-Clotaire, Yoann Bigné, Cédric Mouret, Kuami Agboh, Jean-Philippe Javary, Medhi Leroy.
  - Attaquants : Nicolas Anelka, Arnaud Gonzalez, Thierry Henry, David Trezeguet.

Note : Roy, Atis-Clotaire et Domi étaient présélectionnés, mais n'ont pas été retenus pour l'Euro.